# George Montgomery (baloncestista)
George Washington Montgomery, (Chicago, Illinois, 26 de abril de 1962) es un exjugador de baloncesto estadounidense. Con 2.03 de estatura, su puesto natural en la cancha era el de ala-pívot. 

## Trayectoria
Montgomery asistió a la Universidad de Illinois entre 1981 y 1985. En ese periodo formó parte de los Fighting Illini, obteniendo con el equipo el título de campeón de la Big Ten Conference en la temporada 1983-84.
En el Draft de la NBA de 1985 fue elegido por los Portland Trail Blazers en segunda ronda, pero nunca pudo debutar con ese equipo.
Jugó una temporada con los La Crosse Catbirds de la CBA, antes de partir hacia Europa. Jugó ocho temporadas en la máxima categoría del baloncesto profesional francés, alternándolas con experiencias en ligas de España y Argentina.

## Vida personal
Es el padre biológico de JaVale McGee, jugador de la NBA.